# Krottendorf-Gaisfeld
Krottendorf-Gaisfeld é um município da Áustria, situado no distrito de Voitsberg, no estado da Estíria. Tem 17,05 km² de área e sua população em 2019 foi estimada em 2.477 habitantes.